# Barbula flexiseta
Barbula flexiseta là một loài Rêu trong họ Pottiaceae. Loài này được (Bruch) Kindb. mô tả khoa học đầu tiên năm 1897.